# Supergott
Supergott è il secondo e ultimo album in studio del gruppo musicale svedese Caramell, uscito il 16 novembre 2001. Contiene la traccia più famosa del gruppo Caramelldansen.

## Pubblicazione
Supergott venne pubblicato alla fine del 2001 dopo essere stato anticipato dai singoli Vad Heter Du e Caramelldansen, usciti rispettivamente il 29 giugno e il 2 novembre dello stesso anno. Il 22 febbraio 2002 venne pubblicato il terzo singolo estratto dall'album Ooa Hela Natten, una cover degli svedesi Attack.
Il 1º maggio 2008 la Remixed Records licenziò Supergott Speedy Mixes, contenente le tracce di Supergott velocizzate. Questa uscita venne pubblicata anche in Giappone con il titolo U-u-uma-uma Speed, ove i brani hanno i titoli sono sostituiti da emoticon; l'album raggiunse la posizione numero 48 della Oricon rimanendovi per 5 settimane.

## Tracce
1. Caramelldansen – 3:30
2. Vad Heter Du? – 3:14
3. Ooa Hela Natten – 3:41 (Attack)
4. Doktorn – 3:10
5. I Min Mobil – 4:01
6. Spelar Ingen Roll – 3:35
7. Diskotek – 3:38
8. I Drömmarnas Land – 3:12
9. Kom Håll Om Mig – 3:47
10. Här E Jag – 3:22
11. Ett & Två – 3:23
12. Vild Och Galen – 3:19
13. Caramell Megamix – 4:43